# Pehr Adlerfelt
Pehr Adlerfelt, född den 4 juni 1680 i Stockholm, död där den 22 juni 1743, var en svensk friherre och riksråd.

## Biografi
Adlerfelt ingick vid 20 års ålder i Karl XII:s här, med vilken han deltog i slaget vid Narva, fälttåget i Kurland, belägringen av Thorn, och drabbningen vid Holofzin. Han innehade ett stort antal höga befälsposter i den svenska armén och deltog med utmärkelse i fälttåget ända till slaget vid Poltava, där han blev tillfångatagen. Han blev dock snart frigiven och återvände till Sverige. 
Senare deltog Adlerfelt i slaget vid Gadebusch (1712), där han mycket bidrog till segern, samt i försvaret av Stralsund (1715), följde därefter Karl XII på fälttåget i Norge, varefter han utnämndes till generalmajor av infanteriet 1719 och friherre 1720. 
Adlerfelt användes efter kungens död mest i civila värv. Han blev till exempel envoyé vid danska hovet 1721. Hans förtjänster belönades slutligen med rådsvärdigheten 1739. Han blev skjuten på Norrmalms torg (nuvarande Gustav Adolfs torg) i Stockholm under dalkarlarnas uppror, vilket han blivit utsänd att stilla.
Pehr Adlerfelt var son till hovkamreraren Carl Johansson, adlad Adlerfelt, och Rebecka von Hagen, samt bror till Gustaf Adlerfelt. Adlerfelt var gift med Catharina Juliana von Bautzen och far till Carl Adlerfelt.